# Jared Diamond
Jared Mason Diamond (Boston, 10 settembre 1937) è un biologo, fisiologo, ornitologo, antropologo e geografo statunitense.
È noto a livello mondiale per il saggio Armi, acciaio e malattie (1997), vincitore del Premio Pulitzer per la saggistica. In tale opera esplora i fattori geografici, culturali, ambientali e tecnologici che portarono alla dominazione della cultura occidentale sul mondo e ipotizza un nuovo tipo di storia basato sulla scienza che può formulare previsioni piuttosto che semplicemente descrivere “un maledetto fatto dopo l'altro”.
(Jared Diamond)

## Studi
Diamond ha conseguito nel 1958 un Bachelor of Arts presso l'Università di Harvard e nel 1961 un Dottorato di ricerca presso l'Università di Cambridge.

## Biografia
Diamond è nato a Boston da un medico e da una linguista-musicista-insegnante, entrambi ebrei ashkenaziti. Dopo aver fatto pratica in un laboratorio di scienze biologiche, divenne professore di fisiologia all'UCLA Medical School nel 1966. Quando aveva circa vent'anni, sviluppò anche una seconda carriera parallela nello studio dell'ecologia ed evoluzione degli uccelli della Nuova Guinea, e condusse numerosi viaggi esplorativi in Nuova Guinea e nelle isole vicine. Verso i cinquant'anni Diamond sviluppò una terza carriera in storia ambientale, divenendo professore di geografia e di scienza della salute ambientale presso l'Università della California, a Los Angeles (UCLA), sua attuale collocazione accademica. È stato inoltre visiting professor di geografia politica alla Libera università internazionale degli studi sociali Guido Carli (Luiss) di Roma. In tale veste ha affrontato in una serie di lezioni, secondo l'ottica della Geografia politica, argomenti centrali quali le crisi nazionali e i flussi migratori, nonché le sfide rappresentate dall'inadeguatezza del Welfare State e dalla complicata gestione delle risorse e dell'ambiente.

## Attività
Diamond è rinomato autore di parecchie opere di divulgazione scientifica, che combinano antropologia, linguistica, genetica, geografia e storia. Diamond è un fermo oppositore delle argomentazioni scientifiche a sostegno di tesi che giustifichino eventuali divari di ricchezza o di sviluppo sociale tra popolazioni umane in base a presunte differenze intellettive o di attitudine delle stesse.
Il suo primo studio comprendeva un documento intitolato Differenze etniche: variazione della misura del testicolo umano, nel quale investigava le correlazioni tra le possibili variazioni nella misura del testicolo e i livelli ormonali e sosteneva che i livelli ormonali erano altissimi tra le popolazioni africane, e bassissimi in Asia orientale e nelle popolazioni caucasiche. Nel suo libro Collasso. Come le società scelgono di morire o vivere (2005), Diamond esamina che cosa portò alcune fra le grandi civiltà del passato a precipitare nel baratro e considera quali insegnamenti ne possa trarre la civiltà di oggi. Nel 2012 è uscito Il mondo fino a ieri.
Diamond parla una dozzina di lingue e i suoi libri spaziano su campi diversi, dalla biologia molecolare all'archeologia, e su materie inconsuete come la progettazione delle macchine per scrivere o il Giappone feudale. Diamond fa parte del consiglio editoriale di Skeptic Magazine, una pubblicazione della Skeptics Society. È inoltre membro della Società filosofica americana, dell'American Academy of Arts and Sciences, e dell'Accademia nazionale delle scienze. Per l'ampiezza dei suoi interessi culturali, e il gran numero di articoli che gli sono attribuiti, Mark Ridley ha avanzato la scherzosa supposizione secondo cui Diamond non sarebbe una singola persona, ma “un comitato”.
In Italia Diamond insegna al corso per Manager della Biodiversità con Fulco Pratesi, fondatore e presidente onorario di WWF Italia, ed altri docenti all'European Institute of Innovation for Sustainability (EIIS)

## Critiche
Il mondo fino a ieri. Che cosa possiamo imparare dalle società tradizionali? è stato criticato duramente da Survival International, il movimento mondiale per i diritti dei popoli indigeni, e dai leader indigeni del Papua Occidentale. Le critiche di Survival si sono concentrate in particolare su due messaggi veicolati dal libro che, secondo l'organizzazione, rischiano di “riportare indietro di decenni i progressi compiuti nella difesa dei diritti umani dei popoli tribali”.

## Riconoscimenti
Nel 1989 ha ricevuto la Archie F. Carr Medal.
Nel 1997 gli è stato assegnato il Phi Beta Kappa Award in Science.
Nel 1998 ha vinto l'International Cosmos Prize.
Nel 1998 ha vinto il Premio Pulitzer per la saggistica.
Nel 1999 ha ricevuto il Lannan Literary Award for Nonfiction.
Nel 1999 gli è stata assegnata la President's National Medal of Science.
Nel 2001 ha vinto il Tyler prize.
Nel 2002 ha vinto il Lewis Thomas Prize.
Nel 2006/2007 ha vinto il Dickson Prize.
Nel 2013 gli è stato assegnato il Premio Wolf per l'agricoltura.
Nel 2018 ha vinto il premio Il Portico d’oro - Jacques Le Goff.
Nel 2019 gli è stato assegnato il Premio Blue Planet.
Nel 2019 gli è stato assegnato il riconoscimento Testimone del Tempo durante il Premio Acqui Storia.

## Opere
- Avifauna of the Eastern Highlands of New Guinea, Cambridge, Mass., 1972, ISBN 978-1-87797322-2.
- Ecology and Evolution of Communities, Belknap Press, Harvard University Press, Cambridge, Mass., 1975.
- J. M. Diamond and M. LeCroy. Birds of Karkar and Bagabag Islands, New Guinea. Bull. Amer. Mus. Nat. Hist. 164:469–531, 1979
- J. M. Diamond. The Avifaunas of Rennell and Bellona Islands. The Natural History of Rennell Islands, British Solomon Islands 8:127–168, 1984
- J. M. Diamond and T. J. Case. eds., Community Ecology., Harper and Row, New York, 1986.
- B. Beehler, T. Pratt, D. Zimmerman, H. Bell, B. Finch, J. M. Diamond, and J. Coe, Birds of New Guinea, Princeton University Press, Princeton, 1986.
- Il terzo scimpanzé. Ascesa e caduta del primate Homo sapiens (The Third Chimpanzee: The Evolution and Future of the Human Animal, 1992), Torino, Bollati Boringhieri, 1994, ISBN 883390881X, ISBN 9788833916521.
- Perché il sesso è divertente? (Why is Sex Fun? The Evolution of Human Sexuality, 1997), Firenze: Sansoni, 1998, ISBN 88-38-38007-4; poi come Perché il sesso è divertente?, Milano, BUR, 2006 ISBN 88-17-01352-8.
- Armi, acciaio e malattie (Guns, Germs, and Steel: The Fates of Human Societies, or Guns, germs and steel: A short history of everybody for the last 13,000 years, 1997), Collezione Saggi, Torino, Einaudi, 1998; nuova ed., Einaudi, 2006, ISBN 9788806183547
- Collasso. Come le società scelgono di morire o vivere (Collapse: How Societies Choose to Fail or Succeed, 2005), Torino: Einaudi 2005 ISBN 8806176382 ISBN 9788806186425
- Esperimenti naturali di storia (Natural Experiments of History, 2010), con James A. Robinson, Torino: Codice Edizioni, 2011, ISBN 9788875781897
- Il mondo fino a ieri. Che cosa possiamo imparare dalle società tradizionali? (The World until Yesterday: What Can We Learn from Traditional Societies?, 2012), Torino: Einaudi, 2013, ISBN 978-88-062-1452-4.
- Da te solo a tutto il mondo. Un ornitologo osserva le società umane, Torino, Einaudi, 2014, ISBN 978-88-06-22462-2 (Il volume, non pubblicato nella lingua originale inglese, è basato sulle lezioni che Diamond tenne nel 2014 presso la Libera università internazionale degli studi sociali Guido Carli (Luiss) di Roma)
- Crisi. Come rinascono le nazioni (Upheaval: Turning Points for Nations in Crisis, 2019), Collezione Saggi, Torino, Einaudi, 2019, ISBN 978-88-062-2172-0.